# Zwetelina Jantschulowa
Zwetelina „Lina“ Jantschulowa (bulgarisch Цветелина „Лина“ Янчулова, englische Transkription: Tzvetelina Yanchulova, * 12. April 1975 in Sofia) ist eine ehemalige bulgarische Beachvolleyballspielerin.

## Karriere
Jantschulowa belegte bei der Weltmeisterschaft in Los Angeles mit Stefka Angelowa den (geteilten) letzten Platz. 1998 spielte sie erstmals mit ihrer Schwester Petja Jantschulowa. Im folgenden Jahr erreichte sie den 25. Platz der Weltmeisterschaft in Marseille. Bei der Europameisterschaft 2000 verloren die Bulgarinnen in der dritten Runde gegen die Italienerinnen Bruschini/Solazzi und kamen anschließend bis in die Verliererrunde, wo sie in einem Duell zweier Geschwisterpaare an den späteren Drittplatzierten Schoon-Kadijk/Kadijk scheiterten. In der ersten Runde des olympischen Turniers in Sydney waren sie gegen die Brasilianerinnen Adriana Behar/Shelda zunächst chancenlos, ehe sie nach einem knappen Sieg gegen die Kadijk-Schwestern den Kubanerinnen Larrea/Fernández unterlagen.
2001 mussten sie sich in der ersten Hauptrunde der Weltmeisterschaft in Klagenfurt den Brasilianerinnen Jackie Silva/Claudia geschlagen geben. Anschließend schieden sie bei der EM in Jesolo nach Niederlagen gegen die Schweizerinnen Kölliker/Trüssel und die Deutschen Ahmann/Schmidt aus. Nachdem sie im Jahr 2002 einige Top-Ten-Platzierungen bei Open-Turnieren und dem Grand Slam in Marseille geschafft hatten, verpassten sie im Spiel um den dritten Platz der EM in Basel gegen die Tschechinnen Celbová/Nováková nur knapp eine Medaille.
Dennoch scheiterten sie im nächsten Jahr in Alanya ohne Satzgewinn schon nach der Vorrunde. Erfolgreicher verlief die WM in Rio de Janeiro, wo sie das Achtelfinale gegen das Schweizer Duo Schnyder-Benoit/Kuhn erreichten. Ebenfalls Neunter wurden sie bei der Europameisterschaft 2004 nach einer Dreisatz-Niederlage gegen die Italienerinnen Gattelli/Perrotta. Im Achtelfinale des olympischen Turniers in Athen waren sie wieder Adriana Behar/Shelda unterlegen, obwohl sie die Brasilianerinnen diesmal über drei Sätzen forderten.
Bei der WM 2005 in Berlin verloren sie gegen das US-Duo Walsh/May-Treanor und die Deutschen Goller/Ludwig. Nach dem verpassten Turnier des Vorjahres belegten sie den neunten Rang der Europameisterschaft 2006. Anschließend trennten sich die Schwestern.